# دوغا روتکای
دوغا روتکای (انگلیسی: Doğa Rutkay؛ زادهٔ ۳۰ اکتبر ۱۹۷۸) بازیگر اهل ترکیه است. وی از سال ۱۹۹۸ میلادی تاکنون مشغول فعالیت بوده‌است.